# Кожухов, Николай Иванович
Николай Иванович Кожухов (род. 4 июля 1938) — советский и российский учёный в области экономики лесного хозяйства, академик РАСХН (2001), академик Российской академии наук (2013).

## Биография
Родился в с. Покровка Покровского района Оренбургской области.
Окончил Куйбышевский СХИ (1961) и аспирантуру Московского лесотехнического института (МЛТИ) (1965—1968).
Трудовая деятельность:
- 1961—1965 помощник лесничего, лесничий, главный лесничий в Пермской области.
- 1968—1969 главный лесничий Рузского леспромхоза Московской области.
- 1969—1996 ведущий инженер, ассистент, доцент, заведующий кафедрой экономики и организации, декан факультета экономики и внешних связей (1991—1996) МЛТИ (Московский государственный университет леса — МГУЛес).
- 1996—1998 директор Всероссийского НИИ лесоводства и механизации лесного хозяйства.
- 1998—1999 зав. кафедрой, с 1999 профессор кафедры ФГБОУ ВПО «Московский государственный университет леса».

Доктор экономических наук (1982), профессор (1984), академик РАСХН (2001), академик РАН (2013).
Автор учебников и учебных пособий по экономике лесного хозяйства и лесной промышленности. Автор научного открытия «Разработка стратегии формирования и развития рыночной инфраструктуры лесного комплекса России».

## Награды, премии, почётные звания
Заслуженный экономист Российской Федерации (1994).

## Труды
Книги:
- Экономика воспроизводства лесных ресурсов. — М.: Лесн. пром-сть, 1988. — 262 с.
- Лесной сектор экономики России на пути в XXI век. — [М].: Изд-во МГУЛеса, 1999. — [193] с.
- Экологический аудит: курс лекций / соавт.: С. Л. Байдаков, Г. П. Серов; Моск. гос. ун-т леса. — М., 2002. — 236 с.
- Комплексное развитие сельского и лесного хозяйства / соавт.: И. А. Алтухов и др. — Нижний Новгород: Изд-во Волго-Вят. акад. гос. службы, 2005. — 168 с.
- Биотопливо из древесного сырья: моногр. / соавт.: А. С. Федоренчик и др. — М.: Изд-во Моск. гос. ун-та леса, 2010. — 384 с.